# Xerochrysum collierianum
Xerochrysum collierianum là một loài thực vật có hoa trong họ Cúc. Loài này được A.M.Buchanan mô tả khoa học đầu tiên năm 2004.